# Chelsea, Michigan
Chelsea är en ort i Washtenaw County i delstaten Michigan, USA.